# Leibnitz (Mondkrater)
Leibnitz ist ein Einschlagkrater auf der Mondrückseite, der einen Durchmesser von rund 233 Kilometern hat.
| Buchstabe | Position            | Durchmesser | Link |
| --------- | ------------------- | ----------- | ---- |
| R         | 39,49° S, 176,5° O  | 20 km       |      |
| S         | 40,06° S, 172,27° O | 34 km       |      |
| X         | 36,81° S, 177,51° O | 20 km       |      |

Der Krater wurde 1970 von der IAU nach Gottfried Wilhelm Leibniz, einem deutschen Mathematiker und Philosophen, benannt.